# دانيال إبراهام
دانيال إبراهام (بالإنجليزية: Daniel Abraham)‏ هو موزع وملحن أمريكي، ولد في 1968.